# Lipinia pulchella
Lipinia pulchella är en ödleart som beskrevs av  Gray 1845. Lipinia pulchella ingår i släktet Lipinia och familjen skinkar. IUCN kategoriserar arten globalt som livskraftig.

## Underarter
Arten delas in i följande underarter:
- L. p. levitoni
- L. p. pulchella
- L. p. taylori